# Pseudojicht
Pseudojicht, een vorm van kristalartropathie door afzetting van calciumpyrofosfaatdihydraat (CPPD), is een aandoening die gepaard gaat met pijnlijke ontsteking van gewrichten (artritis). Meestal zijn, in tegenstelling tot jicht, meerdere gewrichten tegelijk aangedaan. Pseudojicht wordt vaak met andere gewrichtsaandoeningen verward, vooral met jicht, maar bij chronische gevallen soms ook met reumatoïde artritis.

## Etiologie
De oorzaak van pseudojicht is onbekend. Zelden (minder dan 10%) bestaat een associatie met andere pathologie, zoals hypercalciëmie (zoals bij hyperparathyreoidie), hemochromatose (abnormaal hoog ijzergehalte in de weefsels) of hypomagnesiëmie.

## Epidemiologie
De precieze incidentie en prevalentie van pseudojicht in de Nederlandse huisartsenpraktijk is onbekend, maar de algemene indruk is dat pseudojicht niet veel voorkomt (minder dan eenmaal per huisarts per jaar).
Mannen zijn wat vaker aangedaan dan vrouwen, de verhouding is 1,5:1. De ziekte treft vooral ouderen. Bij deze subpopulatie zou pseudojicht de meest voorkomende oorzaak van een acute monoartritis zijn.

## Pathofysiologie
De klachten ontstaan door afzetting van calciumpyrofosfaatdihydraat moleculen in de gewrichtsstructuren. In de meeste gevallen (90%) betreft het een mono-artritis. De gewrichtsontsteking treft met name knieën, polsen en enkels. Zelden is het MTP 1 gewricht betrokken, in tegenstelling tot jicht, waar dit gewricht het meest frequent is aangedaan. Een ander verschil met jicht is, dat tophi (knobbeltjes in de huid door uraatdepositie, met name op handen, voeten en oorschelpen) zelden voorkomen.

## Behandeling
In eerste instantie met NSAID's, dat zijn pijnstillende en ontstekingsremmende middelen. Het effect hiervan is helaas echter veel geringer dan bij echte jicht. Er zijn bovendien vrij veel patiënten die deze middelen slecht of niet verdragen. Soms worden er ook injecties in het gewricht gegeven met corticosteroïden.